# Lechevalier-Mailloux
Pour les articles homonymes, voir Lechevalier.
Lechevalier Mailloux est une des marques commerciales fromagères appartenant et enregistrée à Luc Mailloux, éleveur fromager et créateur du fromage. Cette marque est apposée sur les fromages au lait cru de la ferme Piluma, située à Saint-Basile de portneuf au Québec. 
Créé en 1998, ce fromage remporte les premiers prix dans toutes les catégories au Grand Prix des Fromages Canadiens en 1998, 1999 et 2000. Ce fromage fermier est fait de lait cru et entier de vache.

## Caractéristiques
C'est un fromage au lait cru à pâte molle et à croûte lavée.